# Stephen Constantine
Stephen Phillip Constantine (né le 16 octobre 1962 à Londres) est un entraîneur anglais d'origine chypriote.

## Biographie
Il entraîne des clubs chypriotes ainsi que des sélections nationales comme l'équipe d'Inde de football à compter de 2015.
Il dispute la Coupe d'Asie 2019 avec l'Inde. L'Inde est opposée dans son groupe au Bahreïn, à la Thaïlande, et aux Émirats arabes unis.

## Palmarès d'entraîneur
- Vainqueur du championnat d'Asie du Sud en 2015 avec l'équipe d'Inde
- Finaliste du championnat d'Asie du Sud en 2018 avec l'équipe d'Inde